# Azerables
 Azerables  es una población y comuna francesa, en la región de Lemosín, departamento de Creuse, en el distrito de Guéret y cantón de La Souterraine.

## Demografía[4]
| 1 621 | 1 489 | 1 324 | 1 513 | 2 030 | 2 057 | 2 190 | 2 287 | 2 074 | 2 148 | 2 094 | 2 107 | 2 072 | 2 099 | 2 180 | 2 256 | 2 266 | 2 267 | 2 247 | 2 174 | 2 018 | 1 634 | 1 643 | 1 605 | 1 449 | 1 372 | 1 297 | 1 258 | 1 136 | 1 033 | 1 019 | 958 | 844 |
| Para los censos de 1962 a 1999 la población legal corresponde a la población sin duplicidades (Fuente: INSEE [Consultar]) |       |       |       |       |       |       |       |       |       |       |       |       |       |       |       |       |       |       |       |       |       |       |       |       |       |       |       |       |       |       |     |     |